# جدران بنين

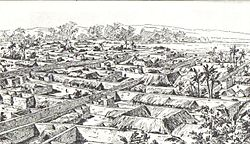
جدران بنين

جدران بنين كانت عبارة عن مزيج من جدران وخنادق، (تسمى إيا باللغة المحلية في بنين) للدفاع عن مملكة بنين القديمة، وهي مدينة بنين الحالية، عاصمة إيدو الحالية، نيجيريا. كان يعتبر أكبر هيكل من صنع الإنسان بالطول وتم الترحيب به كأكبر عمل أرضي في العالم. إنها أكبر من سنبورز إيريدو غطت 6500 كيلومتر مربع (2500 ميل مربع)من أراضي المجتمع. وكثير منها خارج المدينة، أكثر من 16000 كيلومتر (9,900 ميل). تشير التقديرات إلى أن البناء الأقدم بدأ في 800 واستمر حتى منتصف القرن الخامس عشر.

## الوصف
بنيت الجدران من هيكل خندق وسد؛ حفر الخندق لتشكيل خندق داخلي مع الأرض المحفورة المستخدمة لتشكيل السور الخارجي.
دمر البريطانيون جدران بينين عام 1897 خلال ما أصبح يطلق عليه اسم الحملة العقابية. وتبقى أجزاء متفرقة من المبنى في إيدو، حيث يستخدم السكان المحليون الغالبية العظمى منهم لأغراض البناء. ما تبقى من الجدار نفسه لا يزال يتم هدمه للتطوير العقاري.
كانت جدران مدينة بنين أكبر هيكل ترابي من صنع الإنسان في العالم. كتب فريد بيرس في نيو ساينتست:
أن الجدران تمتد لنحو 160 كيلومتراً، في فسيفساء تضم أكثر من 500 حد تسوية متصل. وهي تغطي مساحة 2,510 ميل مربع (6500 كيلومتر مربع) وقد تم حفرها كلها من قبل شعب إيدو، وهي أطول أربع مرات من سور الصين العظيم، وتستهلك مائة مرة من المواد أكثر من الهرم الأكبر لخوفو. أخذوا ما يقدر بنحو 150 مليون ساعة من الحفر لبناء، وربما تكون أكبر ظاهرة أثرية واحدة على هذا الكوكب.
ناقش العرقي الهندي رون إيغلاش المخطط للمدينة باستخدام الفركتلات كأساس، ليس فقط في المدينة نفسها والقرى ولكن حتى في غرف المنازل. وعلق قائلاً: «عندما جاء الأوروبيون لأول مرة إلى إفريقيا، اعتبروا الهندسة المعمارية غير منظمة للغاية وبالتالي بدائية. لم يظنون مطلقًا أن الأفارقة ربما كانوا يستخدمون شكلاً من الرياضيات لم يكتشفوه بعد».
وصف قائد برتغالي المدينة في 1691 قائلا: «بنين العظيمه، حيث يقيم الملك، أكبر من لشبونة. كل الشوارع تعمل بشكل مستقيم وبقدر ما يمكن للعين رؤيته. البيوت كبيرة، لا سيما تلك يمتلكها الملك، وهي مزينة بشكل غني وذات أعمدة جيدة. المدينة غنية وكادحة. إنها محكومة جيدا حيث أن السرقة غير معروفة والناس يعيشون في مثل هذا الأمن بحيث لا يوجد لديهم أبواب لمنازلهم». وكان ذلك في وقت كانت فيه السرقة والقتل منتشرة في لندن.

## وضع التراث العالمي
تمت إضافة هذا الموقع، بالإضافة إلى سنجوبوس إيريدو، إلى قائمة اليونسكو للتراث العالمي في 1 نوفمبر 1995 في الفئة الثقافية.